# مرد سگی (فیلم ۲۰۱۸)
مرد سگی (به انگلیسی: Dogman) یک فیلم درام جنایی ایتالیایی محصول سال ۲۰۱۸ که الهام گرفته از رویدادهای واقعی مربوط به ار کانارو و کارگردانی ماتئو گارونه است. این فیلم برای رقابت برای نخل طلای جشنواره فیلم کن ۲۰۱۸ انتخاب شد. در کن، مارچلو فونته برنده جایزه بهترین بازیگر مرد شد. اگر چه به عنوان ورودی ایتالیایی برای بهترین فیلم خارجی زبان در نود و یکمین جوایز اسکار انتخاب شد، اما نامزد نشد.

## داستان
داگمن (مرد سگی) قصهٔ مردی است که تا آنجا که در توان دارد می‌خواهد خشونت را رام کند. این را گارونه از همان سکانس اول به مخاطب نشان می‌دهد. مارچه در برابر پرخاشگری سگی تقلا می‌کند تا او را آرام کند. گویی تا آن سگ آرام نشود مارچه هم آرام نمی‌گیرد.
آری مارچه که به اصطلاح همان مرد سگی فیلم است آنقدر با سگ‌ها زندگی کرده که خصلت‌های سگ گونه به دست آورده است. هر خصلتی از سگ به جز خشونتش. در معرفی ابتدایی فیلم او را مردی اجتماعی می‌بینیم که در دورهمی دوستان و همکاران خود شرکت می‌کند. با آنها فوتبال بازی می‌کند و همه او را انسانی آرام و با اعتبار می‌دانند.

## بازیگران
- آدامو دیونیسی
- فرانسسکو آسکیوارولی
- ادواردو پِشه

## بازخوردها
- در متاکریتیک، فیلم بر اساس ۲۹ منتقد، میانگین وزنی ۷۱ از ۱۰۰ را دارد که نشان‌دهنده «بررسی‌های عموماً مطلوب» است.[۵]
- در جمع‌آوری نقد راتن تومیتوز، این فیلم بر اساس ۱۲۱ نقد، با میانگین امتیاز ۷٫۶ از ۱۰، ۸۴ درصد مورد تأیید قرار گرفته است.[۶]